# Stadtchor Brodosplit
Der Männerchor „Brodosplit“ wurde 1972 in Split (Kroatien) gegründet. Im ersten Jahr bestand der Chor aus 30 Mitgliedern und in dieser Besetzung hatte er bis 1974 insgesamt 26 Auftritte. 1986 zählte Brodosplit 46 Mitglieder und über 200 Kompositionen auf seinem Repertoire.
Heute besteht der Chor aus etwa 40 Mitgliedern, aus der ersten Besetzung aus dem Jahre 1972, sind noch drei Mitglieder im Chor tätig. Er organisiert Touren ins Ausland und nimmt an Chorwettbewerben teil.

## Repertoire
Am  Anfang seiner Wirkung führte der Chor revolutionäre Kampf- und Partisanenlieder sowie dalmatinische Volkslieder auf. Erst nach dem Unabhängigkeitskrieg Kroatiens (1991–1995) wurden auch geistliche bzw. religiöse Musikstücke ins Programm aufgenommen. Dies liegt daran, dass die Kompositionen dieser Art davor verboten waren.
Seit seiner Gründung wirkt der Chor unter der Leitung Daniel Separović und Josip Versić. Seit 1988 wird Brodosplit vom Komponisten und Dirigenten Vlado Sunko, einem Professor an der Kunstakademie in Split, geleitet. Unter seiner Führung wurde das Programm des Chors verbessert und gemäß den internationalen Ansprüchen arrangiert.
Er verfügt über ein Repertoire, das aus Musikwerken der Meister der Renaissance bis zu den zeitgenössischen Komponisten besteht.
Charakteristisch ist auch die stärkere Berücksichtigung der dalmatinischen Volks- und Konzertlieder in den künstlerischen Interpretationen der zuständigen kroatischen Komponisten. Der Chor fördert Künstler der musikalischen Vergangenheit Kroatiens wie Motovunjanin, Lukačić, Bajamonti, Lamperini, Raffaelli.
Der Chor erhielt Auszeichnungen für die anthologische Aufführung des von Boris Papandopulo geschriebenen Oratoriums Muka Gospodina našega Isukrsta (Die Passion unseres Herrn Jesus Christus).

## Aufgeführte Werke
- Vlado Sunkos Kantate: Zlato Gospine milosti
- Luigi Cherubinis:  Requiem
- Stipičićs Oratorium: Uskrsnuće (Die Auferstehung Jesu Christi)

## Auszeichnungen
- World Choir Games, Graz, Österreich, 2008. Gewinner  in der Kategorie: Männliche Kammerchöre
- World Choir Games, Xiamen, China, 2006. Gold-Medaille in der Kategorie: Männliche Kammerchöre
- Chor-Olympiade, Bremen, Deutschland, 2004. 1. Platz und 2. Preis in der Kategorie des mehrstimmigen Gesangs männlicher Chöre
- 16. Internationale  Prager  Chortage, Prag, Tschechische Republik, 2002. 1. Platz in der Kategorie des mehrstimmigen Gesangs  männlicher Chöre
- Chor-Olympiade, Linz, Österreich, 2000. Olympia-Gewinnerin der Kategorie des mehrstimmigen Gesangs männlicher Chöre
- 10. Internationale Chortage Mainhausen, Deutschland, 1998. 3. Platz in der Kategorie des mehrstimmigen Gesangs männlicher Chöre, 2. Platz in der Kategorie der Folklore